# Élections parlementaires chiliennes de 2009
Les élections parlementaires chiliennes ont eu lieu le 13 décembre 2009, en même temps que le premier tour de l'élection présidentielle, dans lequel le candidat de droite, Sebastián Piñera, est arrivé en tête, devançant le candidat de la Concertation des partis pour la démocratie, Eduardo Frei Ruiz-Tagle. Dix-huit des trente-huit sièges du Sénat ainsi que la totalité des 120 sièges de la Chambre des députés étaient à pourvoir.
La Concertación et Juntos Podemos (coalition de gauche), alliées pour la circonstance, ont obtenu 9 des 18 sièges de sénateurs à pourvoir et 57 des 120 députés, soit autant au Sénat que la Coalición por el Cambio (coalition de droite) qui obtenait un siège de député en plus (58), bien qu'ayant eu un score total inférieur à celui de la Concertation (43,44 % contre 44,36 % pour la gauche). C'est le plus mauvais score de la gauche depuis 20 ans.
La coalition « Nouvelle majorité pour le Chili » (Parti écologiste et Parti humaniste) n'obtenait aucun élu, tandis que la coalition Chile Limpio. Vote Feliz, réussissait à avoir trois députés. Ainsi, la coalition de gauche reste majoritaire au Sénat (19 sièges en tout sur 38), tandis que la droite, qui n'avait eu que 7 sénateurs contre 10 pour la Concertation en 2005, détient désormais 16 sièges. Ces élections marquent aussi la fin de l'exclusion du Parti communiste (PCCh) de la scène politique : s'étant allié à la Concertation, il a réussi à faire élire 3 de ses 4 candidats aux législatives, dont le président du PCCh, Guillermo Teillier, son secrétaire général, Lautaro Carmona, et l'avocat spécialisé dans la défense des droits de l'homme, Hugo Gutiérrez. C'est la première fois depuis le coup d'État de 1973 que le PCCh siège au Parlement.

## Système électoral
Le Congrés National est composé d'une chambre basse, la Chambre des députés, et d'une chambre haute, le Sénat. Toutes deux sont renouvelées entièrement ou en partie lors des élections parlementaires, tous les quatre ans.
La Chambre des députés du Chili est composée de 120 députés élus pour quatre ans au scrutin binominal majoritaire à un tour dans 60 circonscriptions à raisons de deux sièges par circonscriptions. 
Le Sénat du Chili est composé de 38 sénateurs élus pour huit ans et renouvelable par moitié au scrutin binominal majoritaire à un tour dans 19 circonscriptions électorales correspondants en partie aux régions du Chili. 7 régions forment des circonscriptions comportant deux sièges, et les six autres sont divisées en deux circonscriptions de deux sièges également.
Il s'agit dans les deux cas d'un scrutin binominal : si la liste d'un parti recueille plus de 2/3 des suffrages valables, le parti a droit aux deux sièges de la circonscription; s'il en obtient moins des 2/3, il a droit à un siège et le parti qui arrive en deuxième position se voit attribuer le second. Ce système pousse à la recherche de consensus entre les partis.
Le vote n'est pas obligatoire.

## Résultats des législatives
| Liste                      | Liste                                     | Nombre de votes | Pourcentage | Candidats | Députés |
| A.                         | Concertación et Juntos Podemos (gauche)   | 2 901 503       | 44,36 %     | 120       | 57      |
|                            | Parti démocrate chrétien                  | 931 789         | 14,24 %     | 39        | 19      |
|                            | Parti pour la démocratie                  | 827 774         | 12,65 %     | 27        | 18      |
|                            | Parti socialiste                          | 647 533         | 9,90 %      | 24        | 11      |
|                            | Parti radical social-démocrate            | 247 486         | 3,78 %      | 14        | 5       |
|                            | Parti communiste                          | 132 505         | 2,02 %      | 9         | 3       |
|                            | Indépendants; liste A                     | 114 616         | 1,75 %      | 7         | 1       |
| B.                         | Coalición por el Cambio (droite)          | 2 841 314       | 43,44 %     | 120       | 58      |
|                            | Union démocrate indépendante              | 1 507 001       | 23,04 %     | 56        | 37      |
|                            | Rénovation nationale                      | 1 165 679       | 17,82 %     | 51        | 18      |
|                            | Chile Primero                             | 17 749          | 0,27 %      | 4         | 0       |
|                            | Indépendants ; liste B                    | 150 885         | 2,30 %      | 9         | 3       |
| C.                         | Nueva Mayoría para Chile                  | 298 765         | 4,56 %      | 79        | 0       |
|                            | Parti humaniste                           | 94 216          | 1,44 %      | 38        | 0       |
|                            | Parti écologiste                          | 3 818           | 0,05 %      | 2         | 0       |
|                            | Indépendants; liste C                     | 200 731         | 3,06 %      | 39        | 0       |
| D.                         | Chile Limpio, Vote Feliz                  | 353 325         | 5,40 %      | 92        | 3       |
|                            | Parti régionaliste des indépendants       | 262 269         | 4,01 %      | 63        | 3       |
|                            | Movimiento Amplio Social (es)             | 26 121          | 0,39 %      | 22        | 0       |
|                            | Indépendants ; liste D                    | 64 935          | 0,99 %      | 22        | 0       |
| Z.                         | Indépendants (membres d'aucune coalition) | 144 663         | 2,21 %      | 18        | 2       |
| Suffrages valides          | Suffrages valides                         | 6 539 570       | 91,08 %     |           |         |
| Votes blancs               | Votes blancs                              | 202 821         | 2,82 %      |           |         |
| Votes nuls                 | Votes nuls                                | 437 371         | 6,09 %      |           |         |
| Total                      | Total                                     | 7 179 762       | 100,00 %    | 429       | 120     |
| Total d'électeurs inscrits | Total d'électeurs inscrits                | 8 282 186       |             |           |         |

Source: Ministerio del Interior Gobierno de Chile.

## Liste des députés 2010-2014
| Distrito | Comunas                                                         | Diputado                           | Partido | Votos  | %       |
| -------- | --------------------------------------------------------------- | ---------------------------------- | ------- | ------ | ------- |
| 1        | Arica                                                           | Orlando Vargas Pizarro             | ind PPD | 21 870 | 30,07 % |
|          | Camarones-General Lagos-Putre                                   | Nino Baltolu Rasera                | UDI     | 17 170 | 24,35 % |
| 2        | Iquique                                                         | Hugo Gutiérrez Gálvez              | PCCh    | 27 502 | 30,40 % |
|          | Pozo Almonte-Huara-Alto Hospicio-Camiña-Colchane-Pica           | Marta Isasi Barbieri               | ind UDI | 28 059 | 31,01 % |
| 3        | Calama                                                          | Felipe Ward Edwards                | UDI     | 24 280 | 37,34 % |
|          | Ollagüe-María Elena-Tocopilla-San Pedro de Atacama              | Marcos Espinoza Monardes           | PRSD    | 16 001 | 24,60 % |
| 4        | Antofagasta                                                     | Pedro Araya Guerrero               | PRI     | 27 126 | 24,56 % |
|          | Mejillones-Sierra Gorda-Taltal                                  | Manuel Rojas Molina                | UDI     | 37 113 | 33,60 % |
| 5        | Copiapó                                                         | Lautaro Carmona Soto               | PCCh    | 16 852 | 27,84 % |
|          | Diego de Almagro-Chañaral                                       | Carlos Vilches Guzmán              | UDI     | 13 076 | 21,60 % |
| 6        | Caldera                                                         | Giovanni Calderón Bassi            | UDI     | 8 280  | 19,23 % |
|          | Vallenar-Freirina-Alto del Carmen-Tierra Amarilla               | Alberto Robles Pantoja             | PRSD    | 11 540 | 26,80 % |
| 7        | La Serena                                                       | Marcelo Díaz Díaz                  | PS      | 32 406 | 36,75 % |
|          | Andacollo-La Higuera-Paihuano-Vicuña                            | Mario Bertolino Rendic             | RN      | 17 895 | 20,29 % |
| 8        | Coquimbo                                                        | Matías Walker Prieto               | DC      | 28 201 | 27,33 % |
|          | Ovalle-Río Hurtado                                              | Pedro Velásquez Seguel             | MAS     | 24 968 | 24,19 % |
| 9        | Illapel-Combarbalá-Canela-Los Vilos                             | Adriana Muñoz D'Albora             | PPD     | 15 247 | 25,24 % |
|          | Monte Patria-Punitaqui-Salamanca                                | Luis Lemus Aracena                 | PRI     | 15 715 | 26,01 % |
| 10       | La Ligua-Cabildo-La Calera-Hijuelas-La Cruz-Nogales             | Eduardo Cerda García               | DC      | 29 898 | 21,95 % |
|          | Quillota-Papudo-Petorca-Puchuncaví-Quintero-Zapallar            | Andrea Molina Oliva                | ind UDI | 35 833 | 26,30 % |
| 11       | Los Andes-Calle Larga-Llaillay-Panquehue-Putaendo               | Gaspar Rivas Sánchez               | RN      | 21 522 | 20,20 % |
|          | San Felipe-Catemu-Rinconada-San Esteban-Santa María             | Marco Antonio Núñez Lozano         | PPD     | 49 597 | 46,56 % |
| 12       | Limache-Olmué-Quilpué-Villa Alemana                             | Arturo Squella Ovalle              | UDI     | 29 774 | 24,77 % |
|          |                                                                 | Marcelo Schilling Rodríguez        | PS      | 23 849 | 19,84 % |
| 13       | Valparaíso-Isla de Pascua-Juan Fernández                        | Aldo Cornejo Gonález               | DC      | 39 628 | 31,03 % |
|          |                                                                 | Joaquín Godoy Ibáñez               | RN      | 37 282 | 29,19 % |
| 14       | Viña del Mar-Concón                                             | Rodrigo González Torres            | PPD     | 38 340 | 25,73 % |
|          |                                                                 | Edmundo Eluchans Urenda            | UDI     | 43 029 | 28,87 % |
| 15       | Algarrobo-Cartagena-Casablanca-El Quisco                        | Víctor Torres Jeldes               | DC      | 17 840 | 21,09 % |
|          | El Tabo-San Antonio-Santo Domingo                               | María José Hoffmann Opazo          | UDI     | 20 316 | 24,02 % |
| 16       | Colina-Lampa-Quilicura-Pudahuel-Tiltil                          | Gabriel Silber Romo                | DC      | 48 164 | 29,37 % |
|          |                                                                 | Patricio Melero Abaroa             | UDI     | 58 090 | 35,43 % |
| 17       | Conchalí-Huechuraba-Renca                                       | Karla Rubilar Barahona             | RN      | 45 545 | 33,04 % |
|          |                                                                 | María Antonieta Saa Díaz           | PPD     | 45 081 | 32,70 % |
| 18       | Quinta Normal-Cerro Navia-Lo Prado                              | Cristina Girardi Lavín             | PPD     | 51 339 | 34,33 % |
|          |                                                                 | Nicolás Monckeberg Díaz            | RN      | 40 541 | 27,11 % |
| 19       | Recoleta-Independencia                                          | Patricio Hales Dib                 | PPD     | 37 366 | 38,28 % |
|          |                                                                 | Claudia Nogueira Fernández         | UDI     | 36 186 | 37,08 % |
| 20       | Estación Central-Maipú-Cerrillos                                | Pepe Auth Stewart                  | PPD     | 49 238 | 20,72 % |
|          |                                                                 | Mónica Zalaquett Said              | UDI     | 55 309 | 23,27 % |
| 21       | Ñuñoa-Providencia                                               | Jorge Burgos Varela                | DC      | 52 651 | 29,78 % |
|          |                                                                 | Marcela Sabat Fernández            | RN      | 48 437 | 27,40 % |
| 22       | Santiago du Chili                                               | Felipe Harboe Bascuñán             | PPD     | 41 811 | 38,64 % |
|          |                                                                 | Alberto Cardemil Herrera           | RN      | 38 769 | 35,83 % |
| 23       | Las Condes-Vitacura-Lo Barnechea                                | Ernesto Silva Méndez               | UDI     | 59 579 | 27,91 % |
|          |                                                                 | Cristián Monckeberg Bruner         | RN      | 76 733 | 35,95 % |
| 24       | Peñalolén-La Reina                                              | Enrique Accorsi Opazo              | PPD     | 31 294 | 23,18 % |
|          |                                                                 | María Angélica Cristi Marfil       | UDI     | 44 886 | 33,25 % |
| 25       | La Granja-San Joaquín-Macul                                     | Ximena Vidal Lázaro                | PPD     | 43 106 | 30,78 % |
|          |                                                                 | Felipe Salaberry Soto              | UDI     | 28 021 | 20,01 % |
| 26       | La Florida                                                      | Gustavo Hasbún Selume              | UDI     | 36 126 | 25,80 % |
|          |                                                                 | Carlos Montes Cisternas            | PS      | 70 651 | 50,45 % |
| 27       | La Cisterna-San Ramón-El Bosque                                 | Tucapel Jiménez Fuentes            | PPD     | 46 681 | 31,86 % |
|          |                                                                 | Iván Moreira Barros                | UDI     | 52 568 | 35,88 % |
| 28       | Lo Espejo-Pedro Aguirre Cerda-San Miguel                        | Guillermo Teillier del Valle       | PCCh    | 48 886 | 33,53 % |
|          |                                                                 | Pedro Browne Urrejola              | RN      | 31 793 | 21,80 % |
| 29       | La Pintana-Puente Alto-Pirque                                   | Leopoldo Pérez Lahsen              | RN      | 45 080 | 24,63 % |
|          |                                                                 | Osvaldo Andrade Lara               | PS      | 54 692 | 29,88 % |
| 30       | San Bernardo-Buin-Paine-Calera de Tango                         | Ramón Farías Ponce                 | PPD     | 28 934 | 19,21 % |
|          |                                                                 | José Antonio Kast Rist             | UDI     | 52 901 | 35,13 % |
| 31       | Curacaví-Alhué-El Monte-Isla de Maipo-María Pinto               | Denise Pascall Allende             | PS      | 52 460 | 32,20 % |
|          | Melipilla-Padre Hurtado-Peñaflor-San Pedro-Talagante            | Gonzalo Uriarte Herrera            | UDI     | 60 560 | 37,18 % |
| 32       | Rancagua                                                        | Juan Luis Castro González          | PPD     | 27 513 | 30,79 % |
|          |                                                                 | Alejandro García-Huidobro          | UDI     | 30 988 | 34,68 % |
| 33       | Requínoa-Mostazal-Machalí-Coltauco-Graneros-Coínco              | Ricardo Rincón González            | DC      | 37 598 | 32,40 % |
|          | Rengo-Doñihue-Olivar-Codegua-Malloa-Quinta de Tilcoco           | Eugenio Bauer Jouanne              | UDI     | 26 184 | 22,56 % |
| 34       | San Fernando-San Vicente-Las Cabras                             | Alejandra Sepúlveda Orbenes        | PRI     | 42 335 | 45,59 % |
|          | Chimbarongo-Peumo-Pichidegua                                    | Javier Macaya Danús                | UDI     | 16 885 | 18,18 % |
| 35       | Chépica-La Estrella-Litueche-Marchihue-Nancagua-Navidad         | Juan Carlos Latorre Carmona        | DC      | 30 304 | 38,82 % |
|          | Santa Cruz-Palmilla-ParedonesPeralillo-Pichilemu-Pumanque       | Ramón Barros Montero               | UDI     | 29 635 | 37,96 % |
| 36       | Curicó-Hualañé-Licantén-Molina-Rauco                            | Roberto León Ramírez               | DC      | 50 841 | 43,03 % |
|          | Romeral-Sagrada Familia-Teno-Vichuquén                          | Celso Morales Muñoz                | UDI     | 35 150 | 29,75 % |
| 37       | Talca                                                           | Sergio Aguiló Melo                 | PS      | 31 456 | 37,72 % |
|          |                                                                 | Germán Verdugo Soto                | RN      | 32 626 | 39,12 % |
| 38       | Constitución-Curepto-Empedrado-Maule-Pelarco                    | Pablo Lorenzini Basso              | DC      | 29 201 | 38,34 % |
|          | Pencahue-Río Claro-San Clemente-San Rafael                      | Pedro Pablo Álvarez-Salamán        | ind UDI | 15 768 | 20,70 % |
| 39       | Linares                                                         | Jorge Tarud Daccarett              | PPD     | 38 073 | 46,27 % |
|          | Colbún-San Javier-Villa Alegre-Yerbas Buenas                    | Ramón Gutiérrez Pino               | UDI     | 22 128 | 26,89 % |
| 40       | Longaví-Parral-Cauquenes-Chanco                                 | Guillermo Ceroni Fuentes           | PPD     | 32 387 | 44,70 % |
|          | Pelluhue-Retiro                                                 | Ignacio Urrutia Bonilla            | UDI     | 19 181 | 26,47 % |
| 41       | Chillán-Chillán Viejo-Coihueco-El Carmen-Pemuco                 | Carlos Abel Jarpa Wevar            | PRSD    | 23 688 | 19,06 % |
|          | Pinto-San Ignacio-Yungay                                        | Rosauro Martínez Labbé             | RN      | 41 820 | 33,66 % |
| 42       | Bulnes-Cabrero-Cobquecura-Coelemu-Portezuelo-Quirihue-Ninhue    | Frank Sauerbaum Muñoz              | RN      | 22 826 | 20,33 % |
|          | Ránquil-San Carlos-San Fabián-San Nicolás-Treguaco-Yumbel       | Jorge Sabag Villalobos             | DC      | 32 109 | 28,59 % |
| 43       | Talcahuano-Hualpén                                              | Cristián Campos Jara               | PPD     | 33 431 | 31,36 % |
|          |                                                                 | Jorge Ulloa Aguillón               | UDI     | 30 146 | 28,27 % |
| 44       | Concepción                                                      | Enrique Van Rysselberghe Herrera   | UDI     | 44 348 | 26,65 % |
|          | Chiguayante-San Pedro de la Paz                                 | José Miguel Ortiz Novoa            | DC      | 45 012 | 27,05 % |
| 45       | Penco-Tomé-Coronel                                              | Clemira Pacheco Rivas              | PS      | 38 304 | 33,80 % |
|          | Florida-Hualqui-Santa Juana                                     | Sergio Bobadilla Muñoz             | UDI     | 29 189 | 25,75 % |
| 46       | Arauco-Cañete-Contulmo-Curanilahue-Los Álamos                   | Iván Norambuena Farías             | UDI     | 34 463 | 35,79 % |
|          | Lebu-Lota-Tirúa                                                 | Manuel Monsalve Benavides          | PS      | 30 016 | 31,17 % |
| 47       | Alto Biobío-Antuco-Laja-Los Ángeles-Mulchén-Nacimiento          | José Pérez Arriagada               | PRSD    | 46 065 | 33,84 % |
|          | Negrete-Quilaco-Quilleco-San Rosendo-Santa Bárbara-Tucapel      | Víctor Pérez Varela                | UDI     | 51 205 | 37,61 % |
| 48       | Angol-Collipulli-Ercilla-Los Sauces-Lumaco                      | Mario Venegas Cárdenas             | DC      | 20 103 | 29,80 % |
|          | Purén-Renaico-Traiguén                                          | Gonzalo Arenas Hodar               | UDI     | 17 225 | 25,53 % |
| 49       | Curacautín-Galvarino-Lautaro-Lonquimay-Melipeuco                | Fuad Chahin Valenzuela             | DC      | 20 212 | 30,25 % |
|          | Perquenco-Victoria-Vilcún                                       | Enrique Estay Peñaloza             | UDI     | 16 014 | 23,97 % |
| 50       | Temuco-Padre Las Casas                                          | Eduardo Saffirio Suárez            | DC      | 36 449 | 30,82 % |
|          |                                                                 | Germán Becker Alvear               | RN      | 33 267 | 28,13 % |
| 51       | Pitrufquén-Nueva Imperial-Freire-Carahue-Cholchol               | Joaquín Tuma Zedán                 | PPD     | 16 330 | 24,36 % |
|          | Saavedra-Teodoro Schmidt                                        | José Manuel Edwards Silva          | RN      | 11 272 | 16,81 % |
| 52       | Cunco-Toltén-Gorbea-Curarrehue-Loncoche                         | Fernando Meza Moncada              | PRSD    | 21 980 | 32,73 % |
|          | Pucón-Toltén-Villarrica                                         | René Manuel García García          | RN      | 20 619 | 30,70 % |
| 53       | Valdivia                                                        | Alfonso de Urresti Longton         | PS      | 32 391 | 38,70 % |
|          | Máfil-Mariquina-Lanco-Corral                                    | Roberto Delmastro Naso             | RN      | 25 339 | 30,27 % |
| 54       | La Unión-Futrono-Río Bueno-Los Lagos                            | Enrique Jaramillo Becker           | PPD     | 29 003 | 37,43 % |
|          | Lago Ranco-Paillaco-Panguipulli                                 | Gastón von Mühlenbrock             | UDI     | 19 997 | 25,78 % |
| 55       | Osorno                                                          | Sergio Ojeda Uribe                 | DC      | 23 463 | 30,47 % |
|          | San Juan de la Costa-San Pablo                                  | Javier Hernández Hernández         | UDI     | 21 909 | 28,45 % |
| 56       | Puerto Varas-Frutillar-Puerto Octay-Puyehue-Purranque           | Fidel Espinoza Sandoval            | PS      | 39 073 | 51,33 % |
|          | Llanquihue-Los Muermos-Fresia-Río Negro                         | Carlos Rencodo Lavanderos          | UDI     | 18 679 | 24,53 % |
| 57       | Puerto Montt                                                    | Patricio Vallespín López           | DC      | 33 651 | 38,61 % |
|          | Maullín-Cochamó-Calbuco                                         | Marisol Turres Figueroa            | UDI     | 28 432 | 32,62 % |
| 58       | Castro-Ancud-Quinchao-Chonchi-Curaco de Vélez-Dalcahue          | Gabriel Ascencio Mansilla          | DC      | 17 459 | 23,10 % |
|          | Palena-Quellón-Chaitén-Futaleufú-Hualaihué-Puqueldón-Quemchi    | Alejandro Santana Tirachini        | RN      | 27 123 | 35,89 % |
| 59       | Coihaique-Aysén-Chile Chico-Cochrane-Cisnes                     | René Alinco Bustos                 | PPD     | 9 228  | 22,80 % |
|          | Guaitecas-Río Ibáñez-O'Higgins-Tortel-Lago Verde                | David Sandoval Plaza               | UDI     | 12 742 | 31,49 % |
| 60       | Punta Arenas-Puerto Natales-Porvenir-Primavera-Torres del Paine | Carolina Goic Boroevic             | DC      | 22 046 | 33,99 % |
|          | Antarctique-Cap Horn-Timaukel-San Gregorio--Río Verde           | Miodrag Marinovic Solo De Zaldívar | Ind.    | 17 185 | 26,50 % |

## Résultats aux sénatoriales
| Liste                      | Liste                                      | Nombre de votes | Pourcentage | Candidats | Sénateurs |
| A.                         | Concertación et Juntos Podemos (gauche)    | 809 696         | 43,32 %     | 18        | 9         |
|                            | Parti démocrate chrétien                   | 310 916         | 16,63 %     | 8         | 4         |
|                            | Parti pour la démocratie                   | 257 592         | 13,78 %     | 4         | 3         |
|                            | Parti socialiste                           | 173 124         | 9,26 %      | 4         | 2         |
|                            | Parti radical social démocrate             | 68 064          | 3,64 %      | 2         | 0         |
| B.                         | Coalición por el Cambio (droite)           | 843 009         | 45,10 %     | 17        | 9         |
|                            | Union démocrate indépendante               | 396 594         | 21,21 %     | 6         | 3         |
|                            | Rénovation nationale                       | 376 472         | 20,14 %     | 8         | 6         |
|                            | Indépendants; liste B                      | 69 943          | 3,74 %      | 3         | 0         |
| C.                         | Nueva Mayoría para Chile                   | 91 138          | 4,87 %      | 7         | 0         |
|                            | Parti humaniste                            | 12 900          | 0,69 %      | 4         | 0         |
|                            | Indépendants ; liste C                     | 78 238          | 4,18 %      | 3         | 0         |
| D.                         | Chile Limpio, Vote Feliz                   | 120 729         | 6,45 %      | 10        | 0         |
|                            | Partido Regionalista de los Independientes | 46 490          | 2,48 %      | 6         | 0         |
|                            | Indépendants ; liste D                     | 74 239          | 3,97 %      | 4         | 0         |
| Z.                         | Indépendants (hors de toute coalition)     | 4 422           | 0,23 %      | 1         | 0         |
| Suffrages valides          | Suffrages valides                          | 1 868 994       | 92,30 %     |           |           |
| Votes blancs               | Votes blancs                               | 53 521          | 2,64 %      |           |           |
| Votes nuls                 | Votes nuls                                 | 102 308         | 5,05 %      |           |           |
| Total                      | Total                                      | 2 024 823       | 100,00 %    | 53        | 18        |
| Total d'électeurs inscrits | Total d'électeurs inscrits                 | 2.767.016       |             |           |           |

Source: Ministerio del Interior Gobierno de Chile.

## Liste des sénateurs (2010-2014/2018)
Les sénateurs cités dans les cases jaunes ont été élus en 2009, ceux dans les cases bleus sont ceux qui avaient été élus en 2005.
| Circonscription | Région                                             | Sénateur                  | Parti | Votes   | %       |
| --------------- | -------------------------------------------------- | ------------------------- | ----- | ------- | ------- |
| 1ª              | Région de Tarapacá et région d'Arica et Parinacota | Fulvio Rossi Ciocca       | PS    | 44 514  | 27,10 % |
|                 |                                                    | Jaime Orpis Bouchón       | UDI   | 54 977  | 33,47 % |
| 2ª              | Région d'Antofagasta                               | José Antonio Gómez        | PRSD  | -       | -       |
|                 |                                                    | Carlos Cantero Ojeda      | ind   | -       | -       |
| 3ª              | Région d'Atacama                                   | Isabel Allende Bussi      | PS    | 28 157  | 26,79 % |
|                 |                                                    | Baldo Prokurica Prokurica | RN    | 34 722  | 33,03 % |
| 4ª              | Région de Coquimbo                                 | Jorge Pizarro Soto        | DC    | -       | -       |
|                 |                                                    | Evelyn Matthei Fornet     | UDI   | -       | -       |
| 5ª              | Région de Valparaíso-Cordillère: Aconcagua         | Ignacio Walker Prieto     | DC    | 76 716  | 21,07 % |
|                 |                                                    | Lily Pérez San Martín     | RN    | 83 595  | 22,96 % |
| 6ª              | Région de Valparaíso-Côte: Valparaíso              | Ricardo Lagos Weber       | PPD   | 123 626 | 33,18 % |
|                 |                                                    | Francisco Chahuán Ch.     | RN    | 105 123 | 28,21 % |
| 7ª              | Région métropolitaine Ouest                        | Guido Girardi Lavín       | PPD   | -       | -       |
|                 |                                                    | Jovino Novoa Vásquez      | UDI   | -       | -       |
| 8ª              | Région métropolitaine Est                          | Soledad Alvear Valenzuela | DC    | -       | -       |
|                 |                                                    | Pablo Longueira Montes    | UDI   | -       | -       |
| 9ª              | Région du Libertador General Bernardo O'Higgins    | Juan Pablo Letelier Morel | PS    | -       | -       |
|                 |                                                    | Andrés Chadwick Piñera    | UDI   | -       | -       |
| 10ª             | Région du Maule-Nord: Curicó/Talca                 | Andrés Zaldívar Larraín   | DC    | 86 266  | 31,34 % |
|                 |                                                    | Juan A. Coloma Correa     | UDI   | 96 844  | 35,19 % |
| 11ª             | Région du Maule-Sud: Linares/Cauquenes             | Ximena Rincón González    | DC    | 48 607  | 31,03 % |
|                 |                                                    | Hernán Larraín Fernández  | UDI   | 67 461  | 43,07 % |
| 12ª             | Région du Biobío-Côte: Concepción/Arauco           | Hosain Sabag Castillo     | DC    | -       | -       |
|                 |                                                    | Alejandro Navarro Brain   | MAS   | -       | -       |
| 13ª             | Région du Biobío-Intérieur: Ñuble/Biobío           | Mariano Ruiz-Esquide Jara | DC    | -       | -       |
|                 |                                                    | Víctor Pérez Varela       | UDI   | -       | -       |
| 14ª             | Région d'Araucanie-Nord: Malleco                   | Jaime Quintana Leal       | PPD   | 40 124  | 29,66 % |
|                 |                                                    | Alberto Espina Otero      | RN    | 52 083  | 38,50 % |
| 15ª             | Région d'Araucanie-Sud: Cautín                     | Eugenio Tuma Zedán        | PPD   | 74 207  | 29,08 % |
|                 |                                                    | José García Ruminot       | RN    | 57 260  | 22,44 % |
| 16ª             | Région des Fleuves: Valdivia/Ranco                 | Eduardo Frei Ruiz-Tagle   | DC    | -       | -       |
|                 |                                                    | Andrés Allamand Zavala    | RN    | -       | -       |
| 17ª             | Région des Lacs : Osorno/Chiloé/Palena             | Carlos Kuschel Silva      | RN    | -       | -       |
|                 |                                                    | Camilo Escalona Medina    | PS    | -       | -       |
| 18ª             | Région Aisén del General Carlos Ibáñez del Campo   | Patricio Walker Prieto    | DC    | 11 293  | 27,54 % |
|                 |                                                    | Antonio Horvath Kiss      | RN    | 14 193  | 34,61 % |
| 19ª             | Région de Magallanes et de l'Antarctique chilien   | Carlos Bianchi Chelech    | Ind.  | -       | -       |
|                 |                                                    | Pedro Muñoz Barra         | PS    | -       | -       |